# Adrián Marín
Adrián Marín Gómez, né le 9 janvier 1997 à Torre-Pacheco en Espagne, est un footballeur espagnol qui évolue au poste d'arrière gauche à Orlando City.

## Biographie

### Villarreal CF
Formé au Villarreal CF, Adrián Marín commence par évoluer dans l'équipe B avant de faire ses débuts le 14 septembre 2014 en Liga contre le Grenade CF. Il est titulaire lors de ce match qui se termine sur par un score nul et vierge.

### CD Leganés
Lors de la saison 2016-2017, il est prêté au CD Leganés, promu en Liga. Le club arrive à se maintenir. 
Il prolonge avec Villarreal jusqu'en 2021 à son retour de prêt en juillet 2017.

### Deportivo Alavés
Le 9 août 2018, il signe un contrat de trois ans avec le Deportivo Alavés. Il fait ses premiers pas avec son nouveau club lors d'une défaite 3-0 sur la pelouse du FC Barcelone, en entrant à la place de Daniel Torres.

### Grenade CF et Famalicão
En février 2021 il rejoint le Grenade CF.
Le 30 août 2021, il est prêté au FC Famalicão pour une saison. Il joue son premier match pour Famalicão le 12 septembre 2021, contre le Moreirense FC, lors de la cinquième journée de la saison 2021-2022 de première division portugaise. Il entre en jeu à la place de Rúben Lima (en) lors de cette rencontre où les deux équipes se neutralisent (2-2).

### Gil Vicente
Le 13 août 2022, Adrián Marín s'engage en faveur du Gil Vicente FC.

### SC Braga
Le 20 juin 2023, Adrián Marín quitte déjà le Gil Vicente FC pour s'engager en faveur du SC Braga. Il signe un contrat courant jusqu'en juin 2026.

### En sélection nationale
Avec les moins de 19 ans, il inscrit trois buts en novembre 2014 : un but contre l'Allemagne, et un doublé contre la France.
Marin honore sa première et seule sélection avec l'équipe d'Espagne espoirs le 24 mars 2016 contre la Croatie. Il est titulaire et son équipe s'incline sur le score de 0-3.